# Alouatta sara
La scimmia urlatrice rossa della Bolivia (Alouatta sara Elliot, 1910) è un primate platirrino della famiglia degli Atelidi.
Vive in Bolivia centro-settentrionale, dove colonizza le aree di foresta pluviale ad est delle Ande.
Misura poco più di un metro di lunghezza, di cui la metà spetta alla lunga coda prensile, dotata di una parte glabra e rugosa nella parte terminale, sulla parte inferiore.

Il mantello è uniformemente di colore rosso mattone: i fianchi, la testa e la base della coda possono essere più scuri. Il pelo tende a scurirsi con l'età.